# Saint-Evroult-Notre-Dame-du-Bois
Saint-Evroult-Notre-Dame-du-Bois är en kommun i departementet Orne i regionen Normandie i nordvästra Frankrike. Kommunen ligger i kantonen La Ferté-Frênel som tillhör arrondissementet Argentan. År 2022 hade Saint-Evroult-Notre-Dame-du-Bois 440 invånare.

## Befolkningsutveckling
Antalet invånare i kommunen Saint-Evroult-Notre-Dame-du-Bois
| Referens: INSEE |